# Steppekiekendief
De steppekiekendief (Circus macrourus) is een roofvogel uit de onderfamilie van de kiekendieven. Het broedgebied ligt in Zuidoost-Europa en Centraal-Azië.

## Kenmerken
De steppekiekendief wordt 40-50 cm lang en heeft een spanwijdte van 0,97 tot 1,18 m. Het mannetje verschilt van de grauwe kiekendief door de bijna egaal grijze vleugels, met alleen op de handpennen een kleine wigvormige zwarte vlek. De blauwe kiekendief heeft meer zwart op de vleugeleinden en is bovendien gemiddeld groter. Onvolwassen vogels zijn egaal oranjebruin, net als de grauwe kiekendief, maar de steppekiekendief heeft dan een opvallende lichte halsring. Het vrouwtje van de steppekiekendief is lastig te onderscheiden van de grauwe kiekendief.

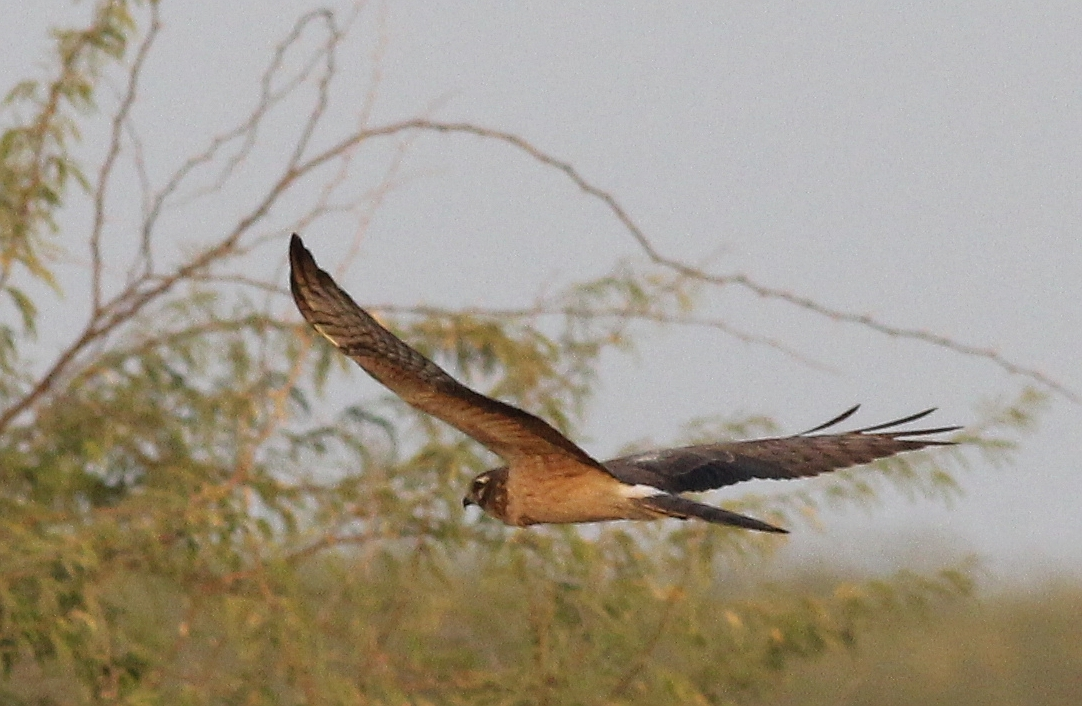
Onvolwassen steppekiekendief in vlucht.

## Verspreiding en leefgebied
Het broedgebied ligt in Zuidoost-Europa en Midden-Azië. In de winter trekt de vogel naar Afrika, India en Zuidoost-Azië. Het leefgebied bestaat uit open landschappen zoals halfwoestijnen, steppe of extensief gebruikt agrarisch landschap met verspreid boomgroepen en waterlopen. In het noorden van het verspreidingsgebied ook te vinden in het overgangsgebied met de toendra, net op de boomgrens.

### Voorkomen in West-Europa en Nederland
In West-Europa kwam de vogel tot in de jaren 1990 voor als dwaalgast. Daarna is het aantal waarnemingen gestegen. In bijvoorbeeld Denemarken wordt de vogel sinds 1981 jaarlijks gezien. In Nederland is het sinds 1999 een zeldzame doortrekker die jaarlijks wordt gezien en sinds 2012 niet meer behoeft te worden gemeld bij een speciale commissie die waarnemingen van dwaalgasten beoordeelt.
In 2017 werd er – voor het eerst in Nederland – een broedend paar aangetroffen in de provincie Groningen. Hun nest werd door Werkgroep Grauwe Kiekendief met een hekwerk beschermd tegen predatoren. Uit het nest werden vier vogels groot gebracht. In 2018 werd ook een broedpoging gedaan, die mislukte. In 2019 was er een geslaagd broedsel in Groningen met zes jongen. Tevens werd bekend dat een vrouwtje steppekiekendief geboren in 2017 uit Groningen succesvol broedde in Spanje met een jong.

## Status
De steppekiekendief heeft een groot verspreidingsgebied en daardoor is de kans op de status kwetsbaar (voor uitsterven) niet zo groot. De grootte van de populatie wordt geschat 18.000 tot 30.000 volwassen vogels. De steppekiekendief gaat in aantal achteruit omdat extensief gebruikt bouwland verdwijnt om te wijken voor andere vormen van landbouw en voor infrastructuur. Om deze redenen staat deze kiekendief als gevoelig op de Rode Lijst van de IUCN.